# Třída Tide (2012)
Třída Tide je třída zásobovacích tankerů, které budou postaveny pro Royal Fleet Auxiliary, podpůrnou složku britského královského námořnictva, v rámci projektu MARS (Military Afloat Reach and Sustainability tankers). Jejich úkolem bude zásobování válečných lodí královského námořnictva při operacích na širém moři. Ponesou palivo, potraviny, pitnou vodu a munici. Objednány byly čtyři jednotky, nesoucí jména RFA Tidespring, RFA Tiderace, RFA Tidesurge a RFA Tideforce. Třída ve službě nahradila tři starší jednotrupé tankery třídy Rover a třídy Leaf. Zařazení třídy do služby proběhlo v letech 2017-2019.

## Stavba
Tankery navrhla anglická firma BMT Defence Services na základě své rodiny podpůrných plavidel typu AEGIR (od té je odvozeno i menší logistické podpůrné plavidlo Maud pro norské královské námořnictvo). Britské ministerstvo obrany zadalo kontrakt na stavbu čtyř tankerů dne 22. února 2012. Všechny čtyři jednotky přitom postaví korejské loděnice Daewoo Shipbuilding & Marine Engineering (DSME). V polovině roku 2013 byly dokončeny projekční práce na nové třídě. Její příprava si vyžádala i zkoušky modelů tankerů ve vodní nádrži v Gosportu.
Prototypová jednotka Tidespring byla rozestavěna v prosinci 2014 a na vodu spuštěna v dubnu 2015. Přejímací zkoušky plavidla se protáhly o 10 měsíců a skončily v lednu 2017. Následně má plavidlo odplout do Velké Británie, kde bude instalováno specifické vybavení a výzbroj. Datum definitivního vyřazení plavidla bylo stanoveno na 3. února 2017. Zbývající dvě jednotky byly zařazeny do roku 2019.
Jednotky třídy Tide:
| Jméno                 | Založení kýlu | Spuštěna      | Vstup do služby    | Status                  |
| --------------------- | ------------- | ------------- | ------------------ | ----------------------- |
| RFA Tidespring (A136) | prosinec 2014 | duben 2015    | 27. listopadu 2017 | aktivní                 |
| RFA Tiderace (A137)   | červen 2015   | listopad 2015 | 2. srpna 2018      | v rezervě (bez posádky) |
| RFA Tidesurge (A138)  | prosinec 2015 | březen 2016   | 20. února 2019     | aktivní                 |
| RFA Tideforce (A139)  | prosinec 2015 | leden 2017    | 30. července 2019  | aktivní                 |

## Konstrukce

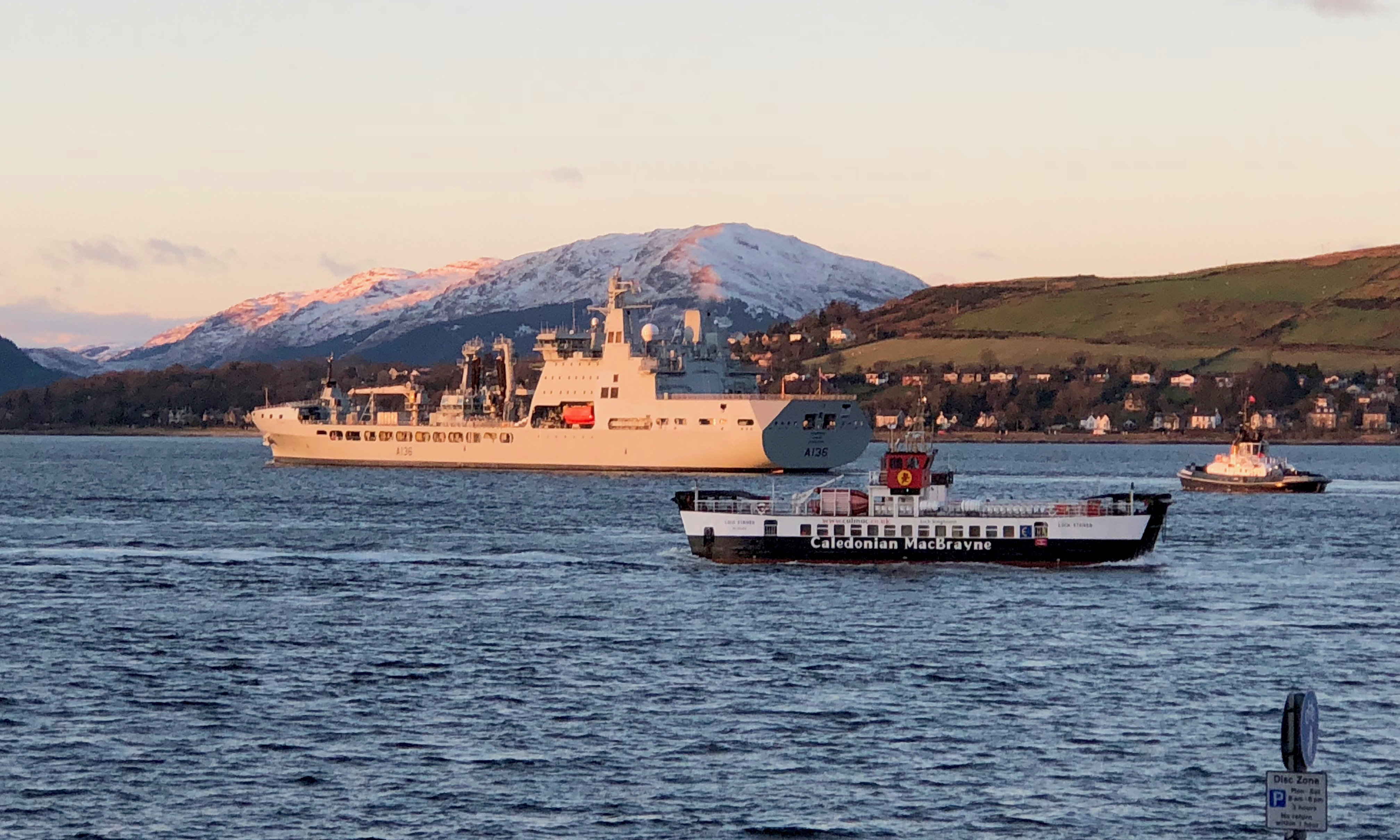
RFA Tidespring (A136)

Tanker má dvojitý trup. Je vybaven komunikačními systémy Selex ES, integrovaným můstkem Kelvin Hughes, senzory SharpEye a navigačními radary. Unese 19 000 m3 paliva a 1400 m3 pitné vody. Na jeho palubu dále půjde umístit až osm standardizovaných dvacetistopých kontejnerů. Na zádi se nachází přistávací paluba a hangár pro jeden střední transportní vrtulník. Hybridní pohonný systém dodá firma General Electric.